# Afonso Ermiges de Baião
Afonso Ermiges de Baião (Antes de 1163 - depois de 1195) foi um fidalgo e Cavaleiro medieval do Reino de Portugal. 

## Biografia
Afonso era filho de Ermígio Viegas de Baião, e de mãe de nome e origem incertas, embora já se tenha alvitrado que se poderia ter chamado Clara.  

### Na corte
Surge pela primeira vez na documentação em 1162, como tenente de Gestaçô. Em 1175 arrecadou as principais tenências da família, as de Baião e Penaguião. Estas três tenências parecem ser associadas entre si, uma vez que muitas vezes os seus tenentes e as datas de governo coincidem, como é o caso de Afonso.
Por volta de 1185, desposa Teresa Pires I de Bragança, filha do magnate e Mordomo-mor Pedro Fernandes de Bragança. O casamento revelar-se-ia frutífero para a família, pois dar-lhe ia acesso à tenência de Bragança, e a bens na região, estendendo a área de influência da família para nordeste. Este casal desfrutava de boas relações com o monarca, dado o dote recebido no casamento de ambos, para o qual contribuiu ou deve ter sido consequência, a criação do infante Rodrigo Sanches, filho natural de Sancho I de Portugal . De facto, o infante parece ter sido criado por Teresa e Afonso, na vila de Régua.
O seu segundo casamento com Urraca Afonso de Ribadouro, filha de Afonso Viegas de Ribadouro parece ser uma tentativa de recuperação da tenência de Baião, cuja "sucessão familiar" terá sido interrompida por aquele prócere com o seu acesso a esta tenência entre 1134 e 1141 e 1150 e 1165. É assim por casamento que Afonso parece recuperar esta tenência para a sua família. 
Afonso surge pela última vez documentado na corte em 1195. Terá, portanto, falecido não muito depois desta data.

## Casamento e descendência
Casou por duas vezesː a primeira, com Teresa Pires I de Bragança (1175 -?), filha de Pedro Fernandes de Bragança (1130 -?) e de Fruilhe Sanches de Celanova (1140 -?), por volta de 1185, de quem teve:
- Lopo Afonso de Baião casado com Aldara Viegas de Alvarenga.
- Ponço Afonso de Baião (1190 - 1235) casado com Mor Martins de Riba de Vizela (1200 -?).
- Berengária Afonso de Baião (1200 -?) casada com João Fernandes de Lima, “o Bom” (1170 - 1245)
- Sancha Afonso de Baião, não casou

O segundo casamento foi com Urraca Afonso de Ribadouro (1150 -?), filha de Afonso Viegas de Ribadouro “o Moço” (1110 -?) e de Aldara Pires Espinhel (1115 -?), de quem teve:
- Pedro Afonso de Baião (1170 -?) casou com Maria Fernandes Acha. Foram os pais de Teresa Pires II de Baião.
- Rodrigo Afonso de Baião casou com Maria Gomes da Silva